# Tensid
Ein Tensid (von lateinisch tensus ‚gespannt‘) ist eine Substanz, welche die Oberflächenspannung einer Flüssigkeit oder die Grenzflächenspannung zwischen zwei Phasen herabsetzt und die Bildung von Dispersionen ermöglicht oder unterstützt bzw. als Lösungsvermittler wirkt. 
Tenside bewirken, dass zwei eigentlich nicht miteinander mischbare Flüssigkeiten, wie zum Beispiel Öl und Wasser, fein vermengt werden können. Unter Tensiden versteht man auch waschaktive Substanzen (Detergentien), die in Waschmitteln, Spülmitteln und Haarwaschmitteln enthalten sind. In Reinigungsmittelformulierungen liegt der Tensidgehalt meist bei 1–40 %. Moderne Tenside wurden in der ersten Hälfte des 20. Jahrhunderts entwickelt und haben das traditionell verwendete Tensid Seife (Natrium- und Kaliumsalze von Fettsäuren) ergänzt und in einigen Anwendungsbereichen  weitgehend verdrängt.
Ein spezieller Typ von Tensiden, der Emulsionen stabilisiert, wird als Emulgatoren bezeichnet. Emulgatoren werden in der Lebensmitteltechnik oder Kosmetik eingesetzt.
Es gibt vier Klassen von Tensiden: anionische, kationische, nichtionische und amphotere Tenside.

## Eigenschaften

Aggregat von anionischen Tensiden in Wasser (Kugelmizelle)

Tensid-Öl-Tröpfchen in Wasser

Tenside an der Wasseroberfläche

Suspension: Tenside und Feststoffe

Schaumbläschen: eine „Seifenblase“

Die Funktion der Tenside lässt sich durch ihren molekularen Aufbau erklären. Tenside bestehen allgemein aus einem hydrophoben („wasserabweisenden“) Kohlenwasserstoffrest und einem hydrophilen („wasserliebenden“) Molekülteil; man sagt, sie sind amphiphil („beides liebend“). In den folgenden Abbildungen sind die „wasserliebenden“ Molekülteile durch die Farbe Rot markiert.
Gibt man Tenside in Wasser, ordnen sie sich zunächst an der Wasseroberfläche an. Ab einer kritischen Konzentration bilden Tenside innerhalb des Wassers meist kleine, kugelförmige Aggregate, die Mizellen genannt werden. Dabei richten sich die Tensidmoleküle so aus, dass die hydrophoben Enden sich im Inneren der Mizellen sammeln und die hydrophilen Enden sich in Richtung des Wassers orientieren. Bei hoher Konzentration an Tensiden können sich auch stäbchenförmige Mizellen (wurmartige, englisch worm-like) bilden. Bei noch höherer Konzentration bilden sich lamellare Tensiddoppelschichten oder auch Liposome die Wasser einkapseln. Die Aggregation kommt dadurch zustande, dass sie energetisch günstiger ist. Insbesondere Lösungen aus wurmartigen Mizellen zeigen ein sehr komplexes Fließverhalten, das immer noch Gegenstand aktueller Forschung ist.
An der Wasseroberfläche bilden die Tenside eine dünne Schicht und senken damit die Oberflächenspannung des Wassers. Auch hier ordnen sich die Tensidmoleküle an. Die hydrophilen Enden zeigen in Richtung des Wassers, die hydrophoben Enden ragen in Richtung der Luft.
- Der Einfluss von Tensiden auf die Oberflächenspannung kann einfach demonstriert werden: Man bringt auf eine Wasseroberfläche (tensidfreies Wasser) einen leichten Gegenstand (zum Beispiel eine Stecknadel) auf. Dieser wird im Normalfall nicht untergehen, sondern infolge der hohen Oberflächenspannung vom Wasser getragen. Gibt man sodann kleine Mengen eines Tensids (zum Beispiel Spülmittel) hinzu, so verringert sich die Oberflächenspannung. Diese kann der Gewichtskraft nicht mehr entgegenwirken, die durch die höhere Dichte des aufgebrachten Gegenstandes auf die Wasseroberfläche wirkt: Der Gegenstand versinkt.

Tenside bewirken als Emulgatoren, dass zwei nicht miteinander mischbare Flüssigkeiten (zum Beispiel Öl in Wasser) sich zu einer Emulsion vermengen können. Aufgrund des amphiphilen Charakters des Tensidmoleküls dringt es mit seinem fettlöslichen Teil in das Öl ein. Durch den hydrophilen Teil bleibt das Öltröpfchen nach Umrühren im Wasser dispergiert.
Von Netzmitteln spricht man, wenn das Ziel des Einsatzes der Tenside nicht die Vermischung zweier Phasen ist, sondern die Herabsetzung der Grenzflächenspannung zwischen einer festen Oberfläche und einer Flüssigkeit. Wasser fließt, statt Tropfen zu bilden, leichter von einer Oberfläche ab. Im Fotolabor werden etwa Tenside als Netzmittel eingesetzt, um Trockenflecken auf Fotomaterialien nach der Schlusswässerung zu verhindern.
Tenside unterstützen das Ablösen kleiner Feststoffteilchen von festen Oberflächen, also etwa die Entfernung der Schmutzpartikel an Kleidungsstücken. Die Feststoffteilchen werden im Wasser „in der Schwebe gehalten“. Ihr Einsatz unterstützt die Bildung und den Erhalt einer sogenannten Suspension. Die Tenside lagern sich emulsionsähnlich um die Feststoffteilchen an und hemmen das Zusammenklumpen, Absinken (= Sedimentieren) und erneute Anhaften an anderen festen Oberflächen, die selbst mit einer „Tensidschicht“ belegt sind. Die mit dem Tensid ummantelten Feststoffteilchen bilden mit dem Wasser ein sogenanntes Kolloid. Als Dispergiermittel werden Tenside bezeichnet, die die festen Pigmente in einem (noch) flüssigen Lack in der Schwebe halten.
Die Bildung von Schaum ist auf die Eigenschaften von Tensiden zurückzuführen. Die Tensidmoleküle bilden einen aus zwei Schichten bestehenden Film, bei dem die hydrophoben Enden der Tenside die beiden Oberflächen bilden. Die hydrophilen Enden weisen in den Film hinein. Eine starke Schaumentwicklung kann beim Einsatz oder bei Anwesenheit von Tensiden störend sein, weshalb Entschäumer Einsatz finden.
Anionische Tenside bilden mit Kationen der Erdalkalimetalle unlösliche Niederschläge, die im Allgemeinen als Kalkseifen bezeichnet werden. Kalkseifen haben nicht mehr die oben dargestellten Eigenschaften der „löslichen“ Tenside. Die Bildung der Kalkseifen ist auf die Wasserhärte zurückzuführen. Werden Tenside als Detergentien verwendet, ist dem Waschmittel ein Enthärter beigesetzt.

## Einteilung

### Einteilung nach chemischer Struktur
Alle Tenside sind aus einem unpolaren und einem polaren Teil (funktionelle Gruppen) aufgebaut (siehe Polarität). Als unpolarer Teil dient meist eine Alkylgruppe oder eine Alkylbenzolgruppe. Der polare Teil kann verschieden aufgebaut sein (siehe Tabelle):
| Tenside                                     | hydrophile Gruppe(n)                                                                        |  |
| nichtionische Tenside                       | –OH (mehrfache Alkohole), –O– (Ether) oder die Kombination –O–CH2–CH2–OH (z. B. Ethoxylate) |  |
| anionische Tenside                          | –COO− (Carboxylate), –SO3− (Sulfonate) oder –OSO3− (Sulfate)                                |  |
| kationische Tenside                         | R4N+ (quartäre Ammonium-Gruppe)                                                             |  |
| amphotere Tenside (zwitterionische Tenside) | meist –COO− (Carboxylate) und R4N+ (quartäre Ammonium-Gruppe)                               |  |

### Einteilung nach Ursprung

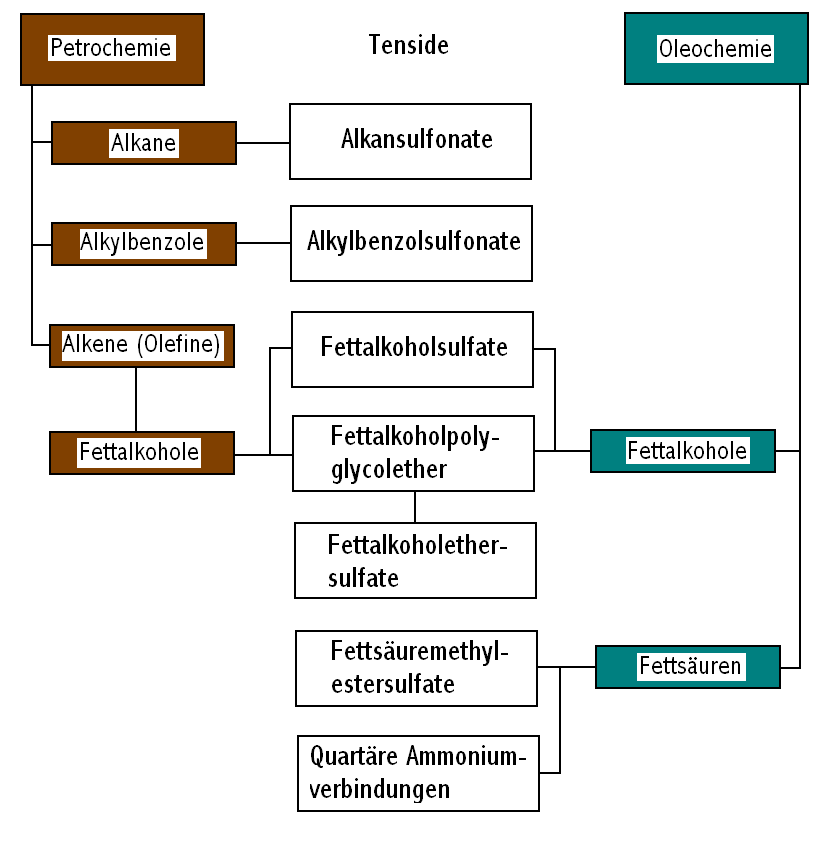
Petrochemische und oleochemische Synthesewege für Tenside

Häufig wird versucht, zwischen natürlichen und synthetischen Tensiden zu unterscheiden. Diese Unterscheidung ist nicht einfach und nicht immer eindeutig. 
Natürlich vorkommende Tenside sind beispielsweise Saponine oder Phospholipide wie Lecithin.
Tenside aus natürlicher Basis sind zum Beispiel Seifen, die aus natürlichen Rohstoffen (langkettige Fettsäuren aus pflanzlichen oder tierischen Fetten) durch Verseifung hergestellt werden. Die Fettsäuren lassen sich zu Fettalkoholen weiterverarbeiten, und aus den Fettalkoholen können weitere Tenside wie Fettalkoholpolyglycolether (FAE), Fettalkoholsulfate (FAS), Fettalkoholethersulfate (FAES, sulfierte Fettalkoholpolyglycolether) und Methylestersulfonate (MES, sulfonierte Fettsäuremethylester) hergestellt werden.
Ebenfalls aus nachwachsenden Rohstoffen gelangt man zu Zuckertensiden, wie z. B. Alkylglycoside aus Hexosen bzw. Pentosen und Fettalkoholen.
Synthetische Tenside werden aus Erdöl-Rohstoffen (Petrochemikalien) bzw. daraus synthetisierten Folgeprodukten, wie Alkane, Benzol, Alkylbenzole, Olefine, Ethylenoxid und Fettalkohole, beispielsweise zu Alkylbenzolsulfonaten (ABS), sekundären Alkansulfonaten (SAS) und zu entsprechenden Tensiden wie auf Basis von aus Fetten gewonnenen Fettalkoholen umgewandelt.
Eine wichtige Eigenschaft eines Tensides ist seine biologische Abbaubarkeit.
Durch das Wasch- und Reinigungsmittelgesetz (WRMG) wird von jedem Tensidhersteller gefordert, dass die Rate der primären Bioabbaubarkeit von anionischen und nichtionischen Tensiden mindestens 80 % entsprechen muss. Häufig werden dazu Tests zur Bestimmung des Biologischen (BSB) und des Chemischen Sauerstoffbedarfs (CSB) durchgeführt.
Von einigen Tensiden (z. B. Alkylbenzolsulfonat) ist die Art des biologischen Abbaus sehr genau bekannt. Als ein Verdacht auf Fischtoxizität bei Alkylphenolpolyglycolethern bekannt wurde, nahmen die Hersteller das Produkt sofort vom Markt.

## Geschichte
Über seifenähnliche Verbindungen wurde bereits um 2500 v. Chr. in sumerischen Keilschrifturkunden berichtet. Durch Verkochen von Olivenöl mit Holzasche (Pottasche) konnten seifenähnliche Verbindungen gewonnen werden. Auch bei Ägyptern, Griechen, Römern, Germanen und Galliern waren tensidartige Produkte aus Fetten bekannt.
Auch im Mittelalter und in der Renaissance wurden seifenartige Produkte aus Holzasche und Fetten gewonnen.
Erst durch die synthetische Sodaherstellung aus Kochsalz, Schwefelsäure und Kalk nach dem Leblanc-Verfahren konnte Seife preisgünstig hergestellt werden.
Im 20. Jahrhundert wurden Reinigungsmittel auch verstärkt zur Reinigung von Textilien in Waschmaschinen benötigt.
Normann K. Adam entwickelte ein gut zugängliches Tensid, das Tetrapropylenbenzolsulfonat (TPS). Dieses Tensid deckte zu Beginn der 1960er Jahre 65 % des Tensidbedarfes der westlichen Welt. Aufgrund der schlechten biologischen Abbaubarkeit entstanden jedoch Schaumberge in Flussläufen. Ab 1964 wurden dann biologisch besser abbaubare, lineare Alkylbenzolsulfonate (LAS) entwickelt.
Seit Beginn der 1980er Jahre konzentriert sich die Forschung auch auf die Suche von nachwachsenden Tensidrohstoffen, wie beispielsweise Zucker als hydrophiler Molekülteil (Zuckertenside).
Heute eingesetzte Tenside erfüllen den gesetzlich geforderten Primärabbaugrad, wenngleich es erhebliche Unterschiede beim letztlich erreichten Abbau gibt. Der Primärabbaugrad bezieht sich auf den Verlust der Grenzflächenaktivität. Der Endabbau ist jedoch erst mit der vollständigen Umsetzung der organischen Verbindung abgeschlossen. Dieser Endabbau ist von Gesetzen nicht umfasst.

## Verwendung

### Lebensmittelindustrie
Bestimmte Tenside werden als Emulgatoren oder Schaummittel in Lebensmitteln eingesetzt. Die zugelassenen Lebensmittelzusatzstoffe sind im Artikel Liste der in der Europäischen Union zugelassenen Lebensmittelzusatzstoffe aufgeführt.
Die Alkalisierung bzw. Verseifung von Kakaofett in Trinkkakaopulver dient dazu, die Oberflächenspannung der Milch herabzusetzen und eine schnellere Benetzung bzw. Suspension des halbfetten Kakaopulvers zu erreichen.

### Wasch- und Spülmittel
In Waschmitteln, Spülmitteln, Shampoos, Duschgels usw. finden Tenside Verwendung, um die „Löslichkeit“ von Fett- und Schmutzpartikeln, die in der Wäsche oder am Körper haften, in Wasser zu erhöhen.
Verwendete Tenside sind unter anderem lineare Alkylbenzolsulfonate (LAS), Alkylpolyglycoside (APG), Esterquats (EQ), Fettalkoholethoxylate (FAEO), Fettalkoholsulfate (FAS) und Fettalkoholethersulfate (FES). Nicht mehr verwendet werden hingegen Alkylphenolpolyglycolether, Alkylphenolethoxylate (APEO) und Tetrapropylenbenzolsulfonat (TPS).
Weichspüler besteht aus kationischen Tensiden, die die Trockensteifigkeit der Wäsche vermeiden.

### Pharmazie und Kosmetik
Emulgatoren sind die Voraussetzung, um Wasser-in-Öl-Emulsionen u. a. für Hautcremes herzustellen. Weiterhin sind sie für eine Vielzahl von Suspensionen notwendig, um Arzneistoffe flüssig zu erhalten.

### Pflanzenschutzmittel
Pflanzenschutzmittel enthalten Tenside zur besseren Benetzung (Spreitung) der Pflanze. Häufigstes Netzmittel ist ethoxyliertes Talgamin. Es werden auch Trisiloxane oder polyoxyethylierte Fettalkohole verwendet.

### Biochemie
In der Biochemie werden Tenside unter anderem zur Denaturierung von Proteinen und zur Solubilisierung von Membranproteinen genutzt:
- Natriumlaurylsulfat (SLS oder SDS)
- Cetyltrimethylammoniumbromid (CTAB)
- Octoxinol 9
- Polysorbat 20
- Polyalkylenglycolethersche Forschung
- Salze von Gallensäuren, wie Cholat oder Desoxycholat
- Digitonin
- Dodecylmaltosid
- Octylglucosid
- Spaltbare Tenside

### Geowissenschaften
In Geologie und Paläontologie werden Tenside oft zum schonenden Aufbereiten von Sedimentproben benutzt. Mithilfe dieser Methode kann beispielsweise verhindert werden, dass es in pyrithaltigen Proben zur Bildung von Schwefliger Säure kommt, was der Fall wäre, wenn sie mit dem sonst zur Probenaufbereitung verwendeten Wasserstoffperoxid aufbereitet würden.

### Technik

#### Kunststofftest
Eine spezielle Anwendung finden Tenside in der Kunststofftechnik. Hier werden wässrige Tensidlösungen eingesetzt, um die Anfälligkeit von polymeren Werkstoffen auf Spannungsrissbildung zu prüfen. Weiterhin werden Tenside eingesetzt, um die Versagenszeit von Langzeitversuchen zu verkürzen; insbesondere bei Risswachstumsversuchen an Polyethylen findet dies Anwendung. Beim Full Notch Creep Test zur Prüfung von Polyethylen-Rohrleitungen werden Netzmittel eingesetzt.

#### Antistatika
Ionische Tenside fungieren auch als externe Antistatika, um die elektrostatische Aufladung von Kunststoffoberflächen zu verhindern (ESD-Schutz). Dafür werden sowohl anionische als auch kationische Tenside verwendet.

#### Textilausrüstung
Der Einsatz von perfluorierten Tensiden, z. B. Fluortelomeralkohole (FTOH), als Beschichtungsstoffe für Textilien, Teppiche und Bauprodukte verleiht oder verbessert wasser- und fettabweisende Eigenschaften dieser Produkte. Als Vertreter der Gruppe der PFC stehen sie allerdings unter Kritik, da sie persistent sind und auf natürlichem Wege praktisch nicht abgebaut werden.

#### Kühlschmiermittel
Tenside dienen in wassergemischten Kühlschmiermitteln (Wasser-in-Öl-Emulsionen) dazu, bei der spanenden Metallbearbeitung zu kühlen und zu schmieren.

#### Druckertinte
Tenside kontrollieren die Konsistenz der Tinte bei Tintenstrahldruckern. Zu wenige Tenside führen zum Verklumpen der Farbpigmente, zu viele machen die Tinte zu flüssig beim Druck.

#### Papierrecycling
Tenside helfen beim Papierrecycling zur Ablösung der Druckfarbenteilchen von den Papierfasern und beim Transport der Druckfarbe an die Oberfläche beim Deinking (Druckfarbenentfernung).

### Brandbekämpfung
Eine Methode zur Brandbekämpfung ist das Löschen mit „entspanntem Wasser“, auch bekannt als „Netzwasser“, das heißt Wasser mit einer stark verringerten Oberflächenspannung. Dies bringt zum einen den Vorteil mit sich, dass das Löschwasser besser in brennende Materialien wie Holz oder Stoff eindringen kann und somit einen noch besseren Kühleffekt nach sich zieht.
Zum anderen kann mit oberflächenaktiven Substanzen versetztes Löschwasser wegen ihrer Wirkung als Fließverbesserer bei gleicher Pumpleistung über eine größere Distanz gespritzt werden.
Spezielle Schaummittel (AFFF) zur Bekämpfung von Flüssigkeitsbränden enthalten perfluorierte Tenside, die zwischen Brandgut und Schaum einen gasdichten Flüssigkeitsfilm ausbilden, der dem Schaumteppich gleichzeitig bessere Gleiteigenschaften verleiht und so ein Löschen von größeren Flüssigkeitsbränden überhaupt erst ermöglicht.

### Medizin
In der Medizin werden Netzmittel als Zusatzstoff in Salben und in der Secretolyse (zum Beispiel Tyloxapol, Polysorbat 80) eingesetzt. Sie vermindern die Oberflächenspannung von Flüssigkeiten und lösen durch intensive Benetzung der Schleimballen und -pfröpfe eingetrocknete Sekrete von der Epithelschicht. Die Beurteilung ihres therapeutischen Wertes ist jedoch uneinheitlich.

### Natürliches Vorkommen
Bestimmte Raupen (der aus Südostasien stammenden Mottenart Spodoptera exigua) bespucken Fressfeinde mit einem Tensid-haltigen Sekret. Dies wirkt abschreckend auf die angreifenden Ameisen und ermöglicht den Raupen die Flucht. Die im Mundsekret der Raupen enthaltenen Tenside verringern dessen Oberflächenspannung. Das  Raupensekret perlt daher nicht wie gewöhnliches Wasser von der wasserabweisenden Oberhaut der Ameisen ab, sondern durchnässt die Angreifer. Das Sekret ist nicht tödlich, verklebt aber die Antennen der Angreifer. Die getroffenen Ameisen reinigen sich, was der Raupe ausreichend Zeit zur Flucht gibt.

## Wirtschaftlicher Stellenwert
Die Weltproduktion an Tensiden lag im Jahr 2000 bei 10,5 Millionen Tonnen. Anionische Tenside (56 % der Weltproduktion an Tensiden) und nichtionische Tenside (35 % der Weltproduktion an Tensiden) sind die ökonomisch wichtigsten Tensidklassen. Im Jahr 2010 wurden weltweit ca. 6,5 Mio. Tonnen anionische Tenside nachgefragt. Zusammen mit den nichtionischen Tensiden machen diese beiden Gruppen ca. 85 % der weltweiten Tensid-Nachfrage aus.
In Westeuropa wurden im Jahr 2008 etwa 3,0 Mio. Tonnen Tenside erzeugt, in den USA 1,6 Mio. Tonnen, in China 1,4 Mio. Tonnen, in Japan 0,98 Mio. Tonnen.
In Westeuropa wurden 2008 1,22 Mio. Tonnen anionische Tenside, 1,41 Mio. nichtionische Tenside, 0,28 Mio. Tonnen kationische Tenside und 80.000 Tonnen amphotere Tenside hergestellt.
Das weltweit wichtigste Tensid ist das lineare Alkylbenzolsulfonat (LAS) mit einer Jahresproduktion von 4 Mio. Tonnen. Ein weiteres wichtiges Tensid mit stetig wachsender Bedeutung (gegenwärtige Herstellungsmenge: 90.000 Tonnen) ist das Methylestersulfonat (MES, Natrium-alpha-sulfoalkancarbonsäuremethylester). Bis zum Jahr 2020 wird die Jahresproduktion auf 1 Mio. Tonnen geschätzt.
„Grüne Tenside“ wie N-Acylglutamate, N-Acylsarcosinate, Sorbitansäureester finden aufgrund des höheren Preises besonders in der kosmetischen Industrie wichtige Anwendungsfelder.
Ein sehr großer internationaler Hersteller für Tenside (besonders für LAS) ist die Firma Sasol. Weitere wichtige Firmen im Tensidmarkt sind BASF, Clariant, Cognis, Huntsman, Shell, in Russland Nizhnekamskneftekhim (Russisch: Нижнекамскнефтехим) und Kirishinefteorgsintez (Russisch: Киришинефтеоргсинтез; kurz: KINEF, russ.: КИНЕФ), in China Jilin United Petrochemical Co., in Indien Indian Petrochemicals Corp. Ltd.
Insbesondere im asiatischen Raum wird mit einem weiter wachsenden Tensidmarkt gerechnet.